# Шуттервальд
Шуттервальд (нім. Schutterwald) — громада в Німеччині, знаходиться в землі Баден-Вюртемберг. Підпорядковується адміністративному округу Фрайбург. Входить до складу району Ортенау.
Площа — 21,03 км2. Населення становить 7206 ос. (станом на 31 грудня 2020).